# Штанаші
Штана́ші (рос. Штанаши, чув. Штанаш) — село у Чувашії Російської Федерації, центр Штанаського сільського поселення Красночетайського району.
Населення — 353 особи (2010; 463 в 2002, 549 в 1979, 791 в 1939, 624 в 1926, 359 в 1897, 229 в 1869, 52 в 1795).
Національний склад (2002):
- чуваші — 99 %

## Історія
Історичні назви — Вознесенське-Штанашево, Станаші. До 1835 року селяни мали статус державних, до 1863 року — удільних, займались землеробством, тваринництвом, бджільництвом, виробництвом одягу та борошна. Діяла церква Вознесіння Господнього з престолом Архістратига Михайла (1770–1938, відновлено 1991 року). У кінці 18 століття діяли 25 водяних млинів та 2 вітряки. 1842 року відкрито чоловіче початкове народне училище, 1867 року — земська поштова станція, 1881 року — земська лікарська амбулаторія, на початку 20 століття працювали телеграфне відділення, кузня на винна ятка. 1930 року створено колгосп «Будьонний».
До 1920 року село входило до складу Вильської та Атаєвської волостей Курмиського повіту (у період 1835–1863 років — у складі Атаєвського удільного приказу), до 1927 року — до складу Атаєвської волості Ядринського повіту. З переходом на райони 1927 року — спочатку у складі Красночетайського, у період 1962–1965 років — у складі Шумерлинського, після чого знову передане до складу Красночетайського району.

## Господарство
У селі діють школа, пошта, кабінет лікаря загальної практики, клуб, бібліотека, стадіон, музей та 2 магазини, їдальня.